# إرنست يوهانسون
إرنست يوهانسون هو لاعب رماية سويدي، ولد في 11 مارس 1876 في Jämshög ‏ في السويد، وتوفي في 26 أغسطس 1936 في ستوكهولم في السويد.

## وصلات خارجية
- إرنست يوهانسون على موقع أوليمبيديا (الإنجليزية)
- إرنست يوهانسون على موقع اللجنة الأولمبية السويدية (السويدية)